# Transport Intercommunal de personnes dans le Canton d'Esch-sur-Alzette
TICE (Trasporto Intercomunale di persone nel Cantone di Esch-sur Alzette o fr: Transport Intercommunal de personnes dans le Canton d'Esch-sur-Alzette) è la rete di trasporto pubblico dell'omonimo cantone nel Granducato di Lussemburgo gestita e organizzata dall'omonima Unione Intercomunale. Creato nel 1914 con il nome di Syndicat des tramways intercommunaux du canton d'Esch-sur-Alzette per gestire una rete di tram, il Minettstram, che non fu creato fino al 1927 a causa della prima guerra mondiale, opera dal 1948 una rete di autobus che soppiantò definitivamente il tram nel 1956.

## Storia
Il sindacato dei tram intercomunali del cantone di Esch-sur-Alzette è stato creato con decreto granducale il 2 giugno 1914 per consentire la creazione di una rete tranviaria (il Minettstram) che opererò dal 1927 al 1956. Il suo obiettivo era quello di garantire il trasporto degli operai dei comuni del bacino d'acciaio delle terre rosse,la prima guerra mondiale ritarda il progetto che in realtà non iniziò fino al 1923. Il Minettstram operò fino al 1956, quando fu definitivamente sostituito da una rete di autobus.

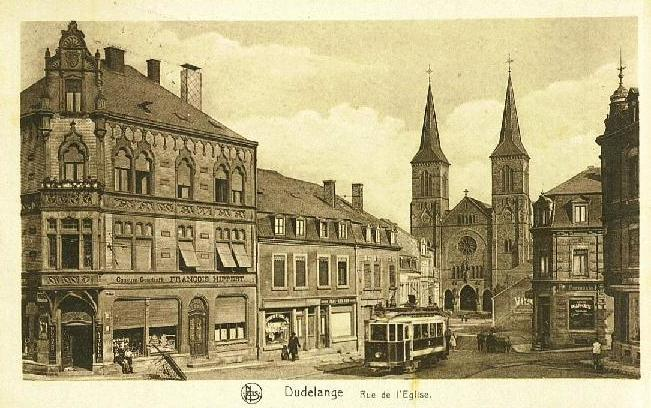
Dudelange rue de l Egilse, carte postale

Nel settembre 2008 ,il sindacato adotta nuovi statuti e un nuovo nome, abbandonando l'espressione tranviaria risalente alla sua creazione e diventando il Sindacato per il trasporto intercomunale di persone nel cantone di Esch-sur-Alzette. Durante il mese, un progetto di tram chiamato Sudtram viene presentato dal Ministro dei trasporti Lucien Lux. Consiste nella creazione di una linea lunga da cinque a sei chilometri tra la stazione di Esch-sur-Alzette e il municipio di Belvaux, passando per il distretto di Esch-Belval. Il 20 ottobre, entrata in servizio della linea 17.
Il 15 gennaio 2011, la linea 12A è sostituita da un servizio di trasporto su richiesta, il Flexibus,gestito dalla città di Esch-sur-Alzette.
Nel 2013 la rete ha cambiato la sua identità visiva, un anno prima della celebrazione del centenario del sindacato, ha abbandonato il metano a favore del biogas e ha iniziato a comprare 60 nuovi autobus fino al 2017, metà dei quali alimentati a biogas. Per un valore di 19,6 milioni di euro, questa operazione ridurrà l'età media della flotta a 4,5 anni nel 2017.
Nel 2014, mentre il CTBT celebra il suo centenario, il ministro dei trasporti François Bausch annuncia che vuole opporsi al Sudtram, preferendo un autobus con un alto livello di servizio, prendendo come esempio i Mettis che circolano nella città di Metz.